# Кубок Греції з футболу 1960—1961
Кубок Греції 1960—61 — 19-й розіграш Кубка Греції.
Фінал відбувся 2 липня 1961 на стадіоні Апостолос Ніколаїдіс (Афіни). Зустрілися команди Олімпіакос та Паніоніс. Олімпіакос виграв з рахунком 3:0.

## Чвертьфінали
| Господарі         | Результат | Гості        |
| ----------------- | --------- | ------------ |
| Іракліс           | 1-0       | АЕК          |
| Олімпіакос Козані | 0-1       | Докса Драма  |
| Паніоніс          | 2-1       | Панатінаїкос |
| Аполлон Смірніс   | 1-2       | Олімпіакос   |

## Півфінал
| Господарі  | Результат | Гості       |
| ---------- | --------- | ----------- |
| Паніоніс   | 1-0       | Іракліс     |
| Олімпіакос | 3-0       | Докса Драма |

## Фінал
| 02.07.1961 |

| Олімпіакос                     | 3:0 | Паніоніс |
| ------------------------------ | --- | -------- |
| Папазоглу 34' Сідеріс 69' (88) |     |          |

| Апостолос Ніколаїдіс, Афіни Арбітр: Jioni |